# La famiglia Pluto
La famiglia Pluto, (Pluto's Quin-puplets), riedito in seguito col titolo Pluto papà, è un film del 1937 diretto da Ben Sharpsteen. È il primo cortometraggio animato della serie Pluto (in quest'unico caso intitolata Pluto the Pup), prodotto dalla Walt Disney Productions e uscito negli Stati Uniti il 26 novembre 1937, distribuito dalla RKO Radio Pictures.

## Trama
Pluto e Fifi inseguono un uomo con un cesto pieno di salsicce, ma Fifi vede che i figli escono dalla cuccia e, abbaiando in tono perentorio, obbliga Pluto a rimanere a casa con i cuccioli, mentre lei se ne va. I cagnolini però sfuggono al controllo del padre e, inseguendo un verme, finiscono in un seminterrato, dove uno di essi stacca una pistola per verniciatura a spruzzo dal suo tubo e attiva involontariamente l'aria. Pluto raggiunge lo scantinato, ma l'aria fuoriuscente dal tubo gli fa rovesciare delle latte di vernice e bere il liquore contenuto in una damigiana, ubriacandosi. Dopo che Pluto e i figli sono stati dipinti di vari colori e in varie fantasie (anche a causa della vernice rovesciata da Pluto), Fifi torna a casa con le salsicce e si arrabbia quando trova i cani sporchi di vernice e Pluto ubriaco. Così quella notte, mentre la furiosa Fifi dorme da sola nella cuccia, Pluto e i cuccioli dormono nel rottame di un barile.

## Distribuzione

### Edizioni home video

#### VHS
- Paperino e la sua banda di paperi (ottobre 1985)[1]
- Paperino e la sua banda di paperi (settembre 1989)[2]

#### DVD
Il cortometraggio è incluso nel DVD Walt Disney Treasures: Pluto, la collezione completa - Vol. 1.